# گیرمو پرز
گیرمو پرز (انگلیسی: Guillermo Pérez؛ زادهٔ ۱۴ اکتبر ۱۹۷۹) تکواندوکار اهل مکزیک است.
وی در مسابقات کشوری و بین‌المللی در مجموع برندهٔ ۱ مدال طلا، ۱ مدال نقره شده‌است.